# 河西健一
河西 健一（かさい けんいち、1916年（大正5年）10月31日 - 1992年（平成4年）2月16日）は、日本の鉄鋼技術者。

## 経歴
- 1916年（大正5年）10月31日、東京府に生まれる。
- 1941年（昭和16年）12月、東京帝国大学工学部卒業。
- 1942年（昭和17年）住友金属工業（株）入社。
- 1961年2月、住友金属工業和歌山製造所勤務の時、自溶性焼結鉱を実用化した功績で、「米国鉱山・冶金・石油技術者協会」（AIME, the American Institute of Mining, Metallurgical, and Petroleum Engineering）[1]のロバート・ハント賞（Robert Hunt Award）を、土井寧文と共に受賞した[2]。米国内外から提出された約30篇のAIME招待論文の中で、河西らの論文は受賞した唯一の論文だった[3]。自溶性焼結鉱とは、砕いた鉄鉱石に石灰石粉末を添加し、溶融結合させた焼結鉱のことで、この発明・実用化によって製鉄高炉の生産性は著しく向上した[3][4][5]。日本の高度経済成長期を支えた、製鉄など基幹産業における重要な技術開発の一つだったといってよい。
- 1978年（昭和53年）住金化工（株）社長。
- 1978年（昭和53年）紫綬褒章受賞。
- 1984年（昭和59年）住金化工（株）会長。
- 1986年（昭和61年）勲三等瑞宝章受賞[6]。
- 1992年（平成4年）2月16日 死去、享年76。